# Austriadraco
Austriadraco es un género extinto de pterosaurio que vivió durante el Triásico Superior cuyos restos se han encontrado en el área de la actual Austria. La especie tipo y única conocida —A. dallavecchiai— fue atribuida anteriormente a Eudimorphodon, y su pariente más cercano puede haber sido el propio Eudimorphodon o Arcticodactylus.
En junio de 1994, Bernd Lammerer descubrió un esqueleto de pterosaurio cerca de Seefeld en la zona austríaca del Tirol, a 1600 metros de altitud en el trayecto montañoso hasta la montaña Reither Spitze, en las cercanías de Reither Joch-Alm. Los restos fueron recuperados en cinco losas de piedra, removidas en varias ocasiones. En 2003, Peter Wellnhofer identificó este fósil como un espécimen de Eudimorphodon, clasificándolo como cf. E. ranzii. Siendo entre 10 a 25% más corto que el holotipo de este último, Wellnhofer lo consideró como un juvenil. Ese mismo año Fabio Marco Dalla Vecchia expresó sus dudas acerca de que tan comparable era con respecto a E. ranzii y sugirió que podría representar una especie distinta de Eudimorphodon. En 2009, Dalla Vecchia concluyó que el espécimen ni era un juvenil ni estaba cercanamente relacionado con Eudimorphodon.
En 2015, Alexander Kellner lo denominó con un nombre de género propio, Austriadraco, cuya especie tipo es Austriadraco dallavecchiai. El nombre del género es la combinación de las palabras en latín Austria y draco, "dragón". El nombre de la especie es en homenaje de Dalla Vecchia.